# Тоя Уилкокс
Тоя Уилкокс (на английски: Toyah Willcox) е английска певица и актриса, основателка на ню уейв групата „Тоя“ (Toyah) и съпруга на Робърт Фрип от Кинг Кримсън.

## Тоя (група)
Тоя Уилкокс е основател на ню уейв група, носеща нейното име, активна от 1978 до 1983 г. Великобританската издателска компания Safari Records издава всички записи на групата. През годините групата „Тоя“ сменя много членове, като единствените постоянни членове на групата са Тоя Уилкокс и Джоъл Боугън. Макар групата да се разпада след издаването на последния им албум „Love Is The Law“ през 1983 г., Safari издава компилационния албум „Mayhem“ през 1985. Албумът състои от песни, изключени от предишните албуми на групата и не е одобрен от Уилкокс, въпреки това има позитивни отзиви от феновете.

### Дискография на групата „Тоя“
- Sheep Farming In Barnet (1979) – първоначално издаден като EP, по-късно преиздаден като студиен албум
- The Blue Meaning (1980)
- Anthem (1981)
- The Changeling (1982)
- Love Is The Law (1983)
- Mayhem (1985) – компилационен албум

#### Албуми на живо
- Toyah! Toyah! Toyah! (1980)
- Warrior Rock – Toyah On Tour (1982)
- Toyah Live At The Rainbow (2022)

## Солова кариера
Уилкокс напуска „Safari“ след разпадането на групата. Солово се подвизава отново под името Тоя. Записва и издава първия си солов албум „Minx“ (Палавница) през 1985 г. Джоъл Боугън от предишната ѝ група има принос за някои парчета от албума, въпреки това Minx се отличава от предишните албуми с групата Тоя по това, че е поп албум. „Desire“ e вторият солов албум на Уилкокс, който за първи път включва Робърт Фрип, за когото тя вече е женена. Албумът „Prostitute“, издаден през 1988 година бележи рязка промяна в музикален аспект. „Prostitute“ е албум с експериментална музика, а следващия албум, „Ophelia's Shadow“, издаден през 1991, е първият ѝ албум с прогресивен рок.
През 2021 г. издава своя албум „Posh Pop“.

### Солови албуми
- Minx (1985)
- Desire (1987)
- Prostitute (1988)
- Ophelia's Shadow (1991)
- Take The Leap (1994)
- Dreamchild (1994)
- Looking Back (1995)
- The Acoustic Album (1996)
- Velvet Lined Shell (EP) (2003)
- In The Courts Of The Crimson Queen (2008)
- Posh Pop (2021)